# Fontanetto Po
Fontanetto Po – miejscowość i gmina we Włoszech, w regionie Piemont, w prowincji Vercelli.
Według danych na rok 2004 gminę zamieszkiwały 1233 osoby, 53,6 os./km².